# Pierre de Saurel
Pour les articles homonymes, voir Saurel.
Ne doit pas être confondu avec Pierre-De Saurel.
Pierre de Saurel (1628-1682) fut capitaine du régiment de Carignan-Salières et un seigneur qui naquit à Grenoble. Il est venu en Nouvelle-France en 1665.
Le capitaine Saurel fut envoyé pour la reconstruction du fort Richelieu, car le fort avait été incendié par les Iroquois en 1647. Le régiment Carignan-Salières reconstruit le fort sur le même site. Durant l'action d'Alexandre de Prouville de Tracy en 1666 contre les Mohawks, Saurel et Alexandre Berthier étaient cocommandants des troupes de l'arrière-garde.
Aujourd'hui au Québec, la ville moderne de Sorel-Tracy et la municipalité régionale de comté de Pierre-De Saurel, où se trouve le fort Richelieu, furent nommées après lui.